# Willi Ludwig
Willi Ludwig (* 2. März 1955) ist ein deutscher Poolbillardspieler. Er wurde 1986 Deutscher Meister im Herren-Einzel und zweimal Senioren-Europameister.

## Karriere
Bei der Deutschen Meisterschaft 1986 gewann Willi Ludwig durch einen Finalsieg gegen Peter Lamping den 8-Ball-Pokal-Wettbewerb der Herren. Bei den Senioren wurde Ludwig 1996 Deutscher Meister im 14/1 endlos sowie im 8-Ball und Senioren-Europameister im 14/1 endlos. 1997 wurde er Deutscher Meister im 8-Ball sowie Zweiter im 14/1 endlos und im 9-Ball. Bei der Senioren-EM desselben Jahres wurde er Zweiter im 9-Ball und Dritter im 14/1 endlos. Bei der Deutschen Meisterschaft 1998 gewann Ludwig Bronze im 8-Ball. 1999 wurde er Dritter im 8-Ball-Pokal sowie Zweiter im 9-Ball und wurde bei der Senioren-EM 8-Ball-Europameister sowie Dritter im 14/1 endlos. Bei den Deutschen Meisterschaften 2001 und 2002 gewann Ludwig vier Bronze-Medaillen. 2002 gewann er zudem mit dem dritten Platz im 9-Ball seine bislang letzte EM-Medaille. Bei der DM 2003 wurde Ludwig Zweiter im 14/1 endlos und im Finale gegen Thomas Damm Deutscher 8-Ball-Meister. 2004 wurde er in zwei Disziplinen Dritter, 2006 wurde er im Finale gegen Günter Geisen beziehungsweise Holger Gries Deutscher Vize-Meister im 9-Ball und im 8-Ball-Pokal.
Mit dem PBC Karlsruhe erreichte er 1988 das Finale des Deutschen 8-Ball-Mannschafts-Pokals, wurde 1989 Deutscher Meister im 8-Ball und 1991 sowie 1993 Deutscher Meister in der Kombimannschaft-Bundesliga.